# Plusiodonta malagasy
Plusiodonta malagasy är en fjärilsart som beskrevs av Pierre E.L. Viette 1968. Plusiodonta malagasy ingår i släktet Plusiodonta och familjen nattflyn. Inga underarter finns listade i Catalogue of Life.